# L'École des rebelles
L'École des rebelles (en arabe : مدرسة المشاغبين) est une pièce de théâtre satirique égyptienne inspirée du film britannique To Sir, with Love, représentée le 24 octobre 1973, quelques jours après la guerre du Kippour.
Les artistes vedettes ayant contribué à cette comédie (comme Saeed Saleh, Adel Imam, Younes Shalaby, Ahmed Zaki, Hassan Mustapha, Soheir el Bably et Hadi El Gayar) sont tous devenus depuis des stars dans le monde arabe.

## Fiche technique
- Auteur : Ali Salem
- Metteur en scène (théâtre) : Jalal Cherkaoui
- Metteur en scène (TV) : Abdullah Sheikh
- Directeur éclairage : Mahmoud Bassiouni, Ahmed Jbara
- Photographie : Fares Saadani, Ahmed Ramadan, Sadiq Nowera, Mohammed Hammad
- Montage : Amin Ezzat
- Chorégraphie : Salwa Tolba
- Direction de Théâtre : Hassan El Wahch, Shawki Shamikh, Abdul Hamid el Mounir
- Décor : Noha Brada (décoratrice d'intérieur)
- directeur de production : Farouk al-Bayoumi
- Musique : Sayed Mekawi (mélodies), Abdul Rahman Shawky (compositeur), Abu Zaid Hassan (chef d'orchestre)
- Distribution : (قطاع الشئون المالية والاقتصادية - اتحاد الإذاعة والتليفزيون (ج.م.ع
- Voix : Ibrahim Hegazy

## Distribution en alternance
- Saeed Saleh : Morsi Zanaty
- Soheir el Bably : Effat Abdel Karim
- Adel Imam : Bahgat El Abasiry
- Abdullah Farghali : Allam El Mallawani
- Younes Shalaby : Mansour Abdul Muti
- Ahmed Zaki : Ahmad (poète)
- Hassan Mustapha : Abdul Muti
- Hadi El Gayar : Lutfi Baha
- Nazim Shaarawy : Murad El Abasiry Beih (père de Bahgat)
- Samir Waley Eldein : Jaber (gardien a l'école)